# Adamo Bozzani
Adamo Bozzani (Ferrara, 8 settembre 1891 – Ferrara, 31 gennaio 1969) è stato un ginnasta italiano.

## Biografia
Nato nel 1891 a Ferrara, a 16 anni partecipò ai Giochi olimpici di Londra 1908, nel concorso a squadre, arrivando 6º con 316 punti.
Morì nel 1969, a 77 anni.